# Mirkovo
Mirkovo (in bulgaro Мирково?) è un comune bulgaro situato nella Regione di Sofia di 2 748 abitanti (dati 2009). La sede comunale è nella località omonima.

## Località
Il comune è formato dall'insieme delle seguenti località:
- Benkovski
- Brestaka
- Bunovo
- Čerkovište
- Hvărčil
- Ilinden
- Kamenica
- Mirkovo (sede comunale)
- Presla
- Plăzište
- Smolsko